# Bálsamo (São Paulo)
Bálsamo é um município brasileiro do estado de São Paulo. Localiza-se a uma latitude 20º44'07" sul e a uma longitude 49º35'01" oeste, estando a uma altitude de 545 metros. Tem uma população estimada em 9.854 habitantes (estimativa IBGE/2024).
A cidade faz parte da região metropolitana de São José do Rio Preto, interior de São Paulo, também.

## História
O município de Bálsamo foi fundado em 17 de novembro de 1920, porém, seu nome não se deve ao aroma agradável de algumas plantas, como sugere o dicionário. Na verdade, seu nome se deve ao Córrego do Bálsamo, riacho assim intitulado devido à grande quantidade de pés de bálsamo existentes em sua margem. Este pé é mais conhecido como cabreúva, árvore de madeira de lei, muito abundante à época e praticamente extinto da região nos dias de hoje.
As terras pertenciam a Lourença Diogo Ayala e seus filhos, Pedro e Salustiano. Vizinho a eles, o engenheiro José Portugal Freixo, dono de milhares de alqueires de terra na região, pediu a seu sobrinho, Cândido Brasil Estrela, que demarcasse as áreas da fazenda Bálsamo, recentemente comprada pelos irmãos Ayala. Cândido pediu, então, a doação de parte da margem esquerda da cabeceira do córrego para a formação de um patrimônio, o que foi aceito. Uma estrada foi aberta, então, cortando as terras, com o apoio de Feliciano Sales Cunha, e, na década de 20, uma garagem foi construída ali.
Em 17 de novembro de 1920, teve início o povoado “Nova Paz de Bálsamo”. Do loteamento, D. Lourença Diogo Ayala doou também um quarteirão para a construção da Igreja, cuja padroeira ela mesma escolheu: Nossa Senhora da Paz, a mesma do povoado onde D. Lourença nascera na Espanha.
Rapidamente o povoado cresceu, devido ao avanço das lavouras de café e a fundação de Mirassol, na década de 10. Em pouco tempo cresceram o número de casas de alvenaria e o comércio local. Em março de 1923 instalou-se o Distrito Policial.
Os pioneiros eram mineiros, mas a eles se juntaram italianos, portugueses nordestinos e, sobre tudo, espanhóis, que eram em maior número e se dedicaram mais ao comércio.
Na década de 50 chegou a Estrada de Ferro, trazendo modernidade e facilitando o transporte do país. Na década de 60 a rodovia foi asfaltada.
Apesar de sua formação agrícola, atualmente a cidade é movimentada pelo comércio, prestação de serviços e pequenas e médias industrias.
Yolando Vidigal Soares, que era, além de dentista, fazendeiro e industrial, trocou o Rio de Janeiro por Bálsamo– atendendo a nomeação de sub-delegado para o Distrito Policial, e decidiu trazer com ele algumas mudas de Palmeiras Imperiais.
No ano de 1936, Yolando foi nomeado sub-prefeito do Distrito de Bálsamo e nomeado novamente em 1937, ocasião que planejou e construiu os jardins públicos da cidade, onde plantou por definitivo as mudas de Palmeiras Imperiais que havia trazido do Rio de Janeiro. Foram plantadas 21 mudas, representando os 21 Estados que havia no Brasil, na época.
Conforme cresciam ao redor da praça, e por seu tamanho e beleza marcante, os moradores apelidaram, carinhosamente, o município de “Cidade das Palmeiras”. Hoje, além dos jardins públicos, elas podem ser encontradas por toda a cidade, deixando a paisagem mais bonita e agradável.
A primeira moradora mulher foi Anna Valero Andreo.

### Do Distrito Policial a emancipação político-administrativa
Em 13 de março de 1923, Bálsamo passou a ser Distrito Policial - uma unidade fixa para atendimento, base e administração de operações policiais, investigações criminais e detenções temporárias.  Foi nomeado como sub-delegado Yolando Vidigal, pelo presidente do Estado Washington Luis.
Passou a ser Distrito de Paz em 18 de dezembro de 1925, pela Lei Estadual 2086. Após esta elevação, foi instalado em Bálsamo um cartório e agência dos correios. O primeiro sub-prefeito de Bálsamo foi Floriano Peixoto Abs, eleito em primeiro de janeiro de 1926 pela Câmara de Mirassol.
Em junho de 1953, Bálsamo, ainda distrito, apresentava as seguintes características:
· É servida pela Estrada de Ferro Araraquara, com estação de serviço telegráfico,
· Possui agência postal, do Departamento dos Correios e Telégrafos,
· Têm rede telefônica, da Companhia Telefônica Rio Preto,
· Têm força e luz, da Cia. Paulista de Força e Luz,
· População: 6.150 moradores, sendo urbano 1.500 e rural 4.650,
· Possui 310 prédios na sede,
· Possui 37 estabelecimentos comerciais e 20 industriais,
· Registram-se outras 24 atividades comerciais,
· São 175 propriedades agrícolas, totalizando a plantação existente de 5.500.000 pés de café,
· Estão instalados no distrito sete profissionais da área da saúde, sendo três médicos, três farmacêuticos e um dentista,
· O distrito ainda conta com um cinema, um rádio propaganda, um escritório de contabilidade e despachante e um clube de futebol – o Bálsamo Futebol Clube.
As principais fontes de riqueza do Distrito eram: café, cereais e pecuária. Com estas atividades e forte produção,muitos moradores aspiraram o desejo de independência político-administrativa, criando-se para tal fim a Comissão Pró Município, no sentido de conduzir o processo e suas tramitações legais.
No dia 08 de março de 1953 foi realizado o plebiscito – com os moradores de Mirassol, Distrito de Bálsamo e Distrito de Mirassolândia – para consultar sobre a conveniência de ser elevado ou não o Distrito de Bálsamo a categoria de município. O que ocorreu de forma positiva.
Em 30 de dezembro de 1953, Bálsamo foi elevado a município pela Lei Estadual 2.456, que entrou em execução em primeiro de janeiro de  sua administração, entretanto, continuou a cargo da prefeitura de Mirassol.
As eleições municipais, para instalação dos poderes executivo e legislativo balsamense, realizaram-se em 03 de outubro de 1954. Votaram 1.098 eleitores.
O município instalou-se em primeiro de janeiro de 1955 e seu povo recebeu o adjetivo de balsamense
Fonte:http://www.cmbalsamo.sp.gov.br/listaprod.asp?lista=categoria&tipo_id=13

## Demografia
Dados do Censo - 2010
População Total: 8.160
- Urbana: 7.474
- Rural: 686
- Homens: 3.998[4]
- Mulheres: 4.162

Densidade demográfica (hab./km²): 54,18
Taxa de Alfabetização: 92,4%
Dados do Censo - 2015
Mortalidade infantil até 1 ano (por mil): 10,99
Expectativa de vida (anos): 73,28 (2010)
Taxa de fecundidade (filhos por mulher): 1,89 (2010)
Índice de Desenvolvimento Humano (IDH-M 2010): 0,756
(Fonte: IPEADATA)

## Geografia
Possui uma área de 150,6 km²

### Altitude
A altitude da sede é de 545 m. Em território balsamense fica um dos pontos mais altos do noroeste paulista, com 612 m, quase na divisa com o município de Tanabi, a pouco mais de 3 km da cidade.

### Hidrografia
- Ribeirão Jataí
- Ribeirão Barra Grande
- Córrego do Bálsamo
- Córrego do Ipê/Tatu
- Córrego da Glória

### Rodovias
- SP-320 - Rodovia Euclides da Cunha
- Rodovia José Jerônimo de Paula (Bálsamo/Mirassolândia)

### Clima
O clima de Bálsamo é tropical chuvoso com inverno seco, do tipo Aw na classificação climática de Köppen-Geiger, com temperaturas médias mensais sempre superiores a 18 ºC e média de precipitação inferior a sessenta milímetros em um ou mais meses. Os verões são quentes e úmidos, com temperaturas máximas que podem ultrapassar  35 ºC ou até mesmo chegar a 40 ºC, apesar de ser na primavera que as maiores temperaturas são registradas, por exemplo, como ocorreu no fim de setembro e começo de outubro de 2020, quando os termômetros registraram máximas próximas a 43ºC na região. Os invernos são na maior parte secos e relativamente amenos, mas em alguns dias de frio intenso há a possibilidade de ocorrência de geadas, principalmente devido a fortes incursões polares que chegam a derrubar a temperatura no município para próximo ou abaixo de 0ºC. Tempestades de granizo podem acontecer esporadicamente. De 365 dias do ano, chove em aproximadamente 110 dias. O índice pluviométrico médio do município fica em torno de 1465mm.
| Dados climatológicos para Bálsamo                                                  | Dados climatológicos para Bálsamo | Dados climatológicos para Bálsamo | Dados climatológicos para Bálsamo | Dados climatológicos para Bálsamo | Dados climatológicos para Bálsamo | Dados climatológicos para Bálsamo | Dados climatológicos para Bálsamo | Dados climatológicos para Bálsamo | Dados climatológicos para Bálsamo | Dados climatológicos para Bálsamo | Dados climatológicos para Bálsamo | Dados climatológicos para Bálsamo | Dados climatológicos para Bálsamo |
| Mês                                                                                | Jan                               | Fev                               | Mar                               | Abr                               | Mai                               | Jun                               | Jul                               | Ago                               | Set                               | Out                               | Nov                               | Dez                               | Ano                               |
| ---------------------------------------------------------------------------------- | --------------------------------- | --------------------------------- | --------------------------------- | --------------------------------- | --------------------------------- | --------------------------------- | --------------------------------- | --------------------------------- | --------------------------------- | --------------------------------- | --------------------------------- | --------------------------------- | --------------------------------- |
| Temperatura máxima média (°C)                                                      | 36.1                              | 37.5                              | 34.1                              | 32.3                              | 28.1                              | 27.9                              | 27.3                              | 29.9                              | 31.1                              | 31.1                              | 33                                | 35.8                              | 32                                |
| Temperatura média (°C)                                                             | 24.9                              | 25.1                              | 24.7                              | 22.9                              | 20.8                              | 19.7                              | 19.6                              | 21.7                              | 23.4                              | 28                                | 30                                | 32                                | 23.0                              |
| Temperatura mínima média (°C)                                                      | 30.1                              | 31.8                              | 29.1                              | 25.0                              | 21.8                              | 17.1                              | 12.0                              | 13.6                              | 15.7                              | 26                                | 27.8                              | 30                                | 16.3                              |
| Chuva (mm)                                                                         | 275                               | 204                               | 192                               | 77                                | 50                                | 27                                | 16                                | 22                                | 63                                | 122                               | 178                               | 239                               | 1465.0                            |
| Fonte: https://pt.climate-data.org/america-do-sul/brasil/sao-paulo/balsamo-287310/ |                                   |                                   |                                   |                                   |                                   |                                   |                                   |                                   |                                   |                                   |                                   |                                   |                                   |

## Infraestrutura

### Comunicações
O sistema de telefones automáticos foi inaugurado na cidade em 1979 pela Telecomunicações de São Paulo (TELESP), que também implantou o sistema de discagem direta à distância (DDD) em 1985 com o código de área (0172).
Na década de 90 o código DDD da cidade foi alterado para (017), para padronização do sistema telefônico com a telefonia celular que estava sendo implantada em todo o estado.

## Administração
- Prefeito:  Carlos Eduardo Carmona Lourenço (PMDB) (2017/2020)
- Vice-prefeita:  Monica Beatriz Cencil Garcia Borghezan
- Presidente da câmara: Paulo Roberto Silingardi (PMDB)  (2017)

## Religião
Conforme dados do censo 2010, a população balsamense é formada por católicos apostólicos romanos (70,37%), evangélicos (19,17%), espíritas (3,43%), sem religião(3,98%), e ateus (0,07%).
O Cristianismo se faz presente na cidade da seguinte forma:

### Igreja Católica
Bálsamo pertence a Diocese de São José do Rio Preto, criada em 25 de janeiro de 1929 pelo Papa Pio XI. O primeiro bispo de Rio Preto foi Dom Lafayette Libânio, que criou, em 01 de janeiro de 1933 a paróquia de Bálsamo, sob o título da padroeira da então novata localidade, Nossa Senhora da Paz, do qual também recebeu o título de Santuário..

### Igrejas Evangélicas
- Assembleia de Deus Ministério do Belém.[13][14]
- Congregação Cristã no Brasil.[15]